# 克里斯托夫·克罗伊齐格
克里斯托夫·克罗伊齐格（德語：Christof Kreuziger，1948年11月29日—），德国男子赛艇运动员。他曾代表东德参加世界赛艇锦标赛，获得二枚金牌。他也曾在1973年欧洲赛艇锦标赛上获得一枚金牌。